# Rete filoviaria di Verona
La rete filoviaria di Verona fu in esercizio nella città scaligera dal 1937 al 1975.
Dal 2018 è in realizzazione una nuova rete filovia.

## Storia
Nel 1935, la rete tranviaria di Verona, il cui esercizio risultava deficitario da ormai cinque anni, fu ceduta in gestione dal Comune alla SAER, che decise per una sua riconversione in un sistema di filovie.
La prima linea filoviaria veronese, collegante le due stazioni di Porta Nuova e di Porta Vescovo passando per piazza delle Erbe, fu attivata il 9 maggio 1937. Ad essa, negli anni successivi, fecero seguito altre linee.
La trasformazione in filovie delle tranvie extraurbane veronesi e di una parte della Ferrovia Verona-Caprino fu approvata con Decreto ministeriale n. 3451 del 30 novembre 1955, che concretizzava quanto previsto dalla Legge n. 1221 del 5 agosto 1952. Le tratte interessate erano la Verona-Grezzana, Verona-San Bonifacio, Caldiero-Tregnago e Verona-Domegliara.
Dopo il periodo bellico, che lasciò ingenti danni, la rete fu riparata e ampliata, e il 31 dicembre 1955 la gestione passò dalla SAER alla municipalizzata AMT.
Il declino della rete iniziò alla fine degli anni sessanta; le ultime linee cessarono l'esercizio nel maggio 1975.

### La rete extraurbana
Oltre alla rete urbana, era presente una vasta rete extraurbana, elettrificata alla tensione di 1200 V, costituita dalle seguenti linee:
- Verona-Domegliara, 19,520 km, in esercizio dal 1961 al 1979, realizzata in sostituzione della prima tratta della ferrovia Verona-Caprino-Garda;
- Verona-Grezzana, 9,400 km, in esercizio dal 1958 al 1980, realizzata in sostituzione della preesistente tranvia Verona-Grezzana;
- Verona-San Bonifacio, 22,992 km, in esercizio dal 1959 al 1981, realizzata in sostituzione della preesistente tranvia Verona-Caldiero-San Bonifacio;
- Bivio Villabella-Soave, 1,692 km, in esercizio dal 1959 al 1981, realizzata in sostituzione della preesistente tranvia Verona-Caldiero-San Bonifacio e diramazione della filovia Verona-San Bonifacio;
- Verona-Tregnago, 12,325 km, in esercizio dal 1959 al 1980, realizzata in sostituzione della preesistente tranvia Caldiero-Tregnago.

Per il servizio vennero acquistati 21 filobus articolati a tre assi (201÷221) costruiti dalle Officine Meccaniche della Stanga su telaio FIAT 2405 con equipaggiamenti elettrici TIBB, contraddistinti da un caratteristico schema di coloritura rosso/panna. Ad essi si aggiunsero tre filobus FIAT 2405 Macchi/CGE a due assi (301÷303), che non si mostrarono affidabili e furono dunque precocemente accantonati e ulteriori 5 filobus articolati (222÷226) sostanzialmente analoghi ai precedenti.

## Veicoli utilizzati

### Rete urbana
| Numeri sociali | Costruzione | Radiazione | Telaio        | Carrozzeria | Equipaggiamento elettrico | Note                                               |
| -------------- | ----------- | ---------- | ------------- | ----------- | ------------------------- | -------------------------------------------------- |
| 151-169        | 1937        | 1961       | Breda 80/2    | Breda       | Breda                     |                                                    |
| 191-198        | 1938        | 1973       | Fiat 656F     | Cansa       | CGE                       | Acquistati nel 1962 dalla rete di Firenze          |
| 200-205        | 1941        | 1961       | Breda GU      | Breda       | Breda                     |                                                    |
| 206-208        | 1949        | 1973       | Fiat 668F/131 | Cansa       | Marelli                   |                                                    |
| 209-224        | 1953-1954   | 1973       | Breda 2G      | Breda       | Breda                     |                                                    |
| 225-230        | 1957        | 1975       | Fiat 2411     | Viberti     | TIBB                      | Venduti nel 1975 alla rete di Bari                 |
| 231-234        | 1961        | 1975       | Fiat 2411     | Cansa       | TIBB                      | Venduti nel 1975 alla rete di Bergamo              |
| 135-136        | 1961        | 1975       | Fiat 2411     | Cansa       | TIBB                      | Venduti nel 1975 alla rete di Bergamo              |
| 137-138        | 1963        | 1975       | Fiat 2405     | Casaro      | TIBB                      | Venduti nel 1975 alla rete di Bari                 |
| 139-144        | 1963        | 1975       | Fiat 2405     | Casaro      | CGE                       | Venduti nel 1975 alla rete di Bari                 |
| 145-156        | 1966        | 1975       | Fiat 2411     | Cansa       | CGE                       | Venduti nel 1975 alle reti di Bergamo e di Salerno |

### Rete extraurbana
| Numeri sociali | Costruzione | Radiazione | Telaio    | Carrozzeria | Equipaggiamento elettrico | Note           |
| -------------- | ----------- | ---------- | --------- | ----------- | ------------------------- | -------------- |
| 201-221        | 1958        | 1981       | Fiat 2405 | Stanga      | TIBB                      | Filoarticolati |
| 222-226        | 1963        | 1981       | Fiat 2405 | Stanga      | TIBB                      | Filoarticolati |
| 301-303        | 1963        | 1980       | Fiat 2405 | Macchi      | CGE                       |                |

## La nuova rete

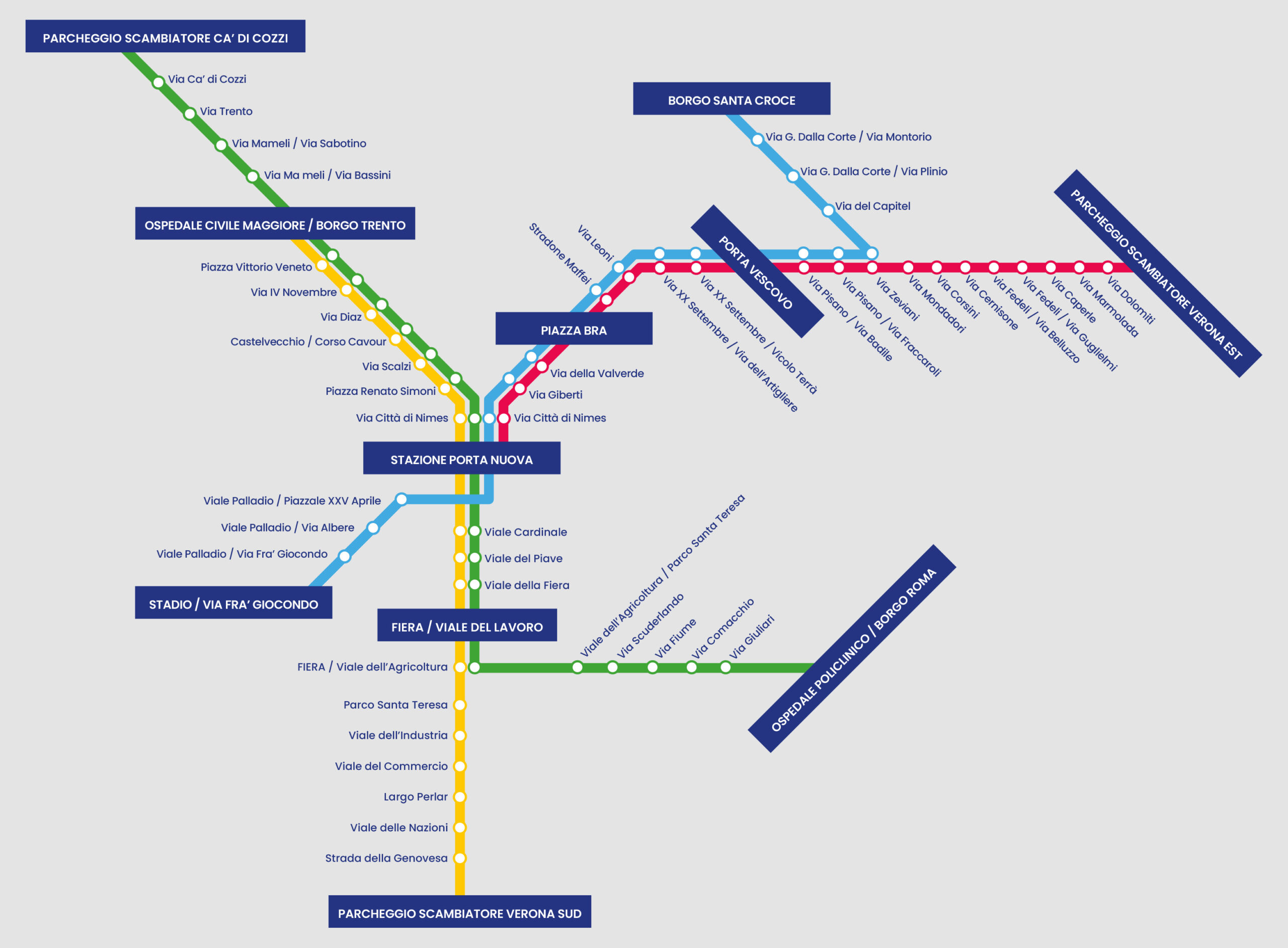
Mappa delle nuove linee filoviarie in costruzione.

Il 9 agosto 2018 il CIPE ha definitivamente approvato il progetto del nuovo filobus scaligero, che prevede la realizzazione di quattro linee entro il 2022: due principali e due innesti per un totale di 23 chilometri e 800 metri. 
I mezzi verranno dotati di batterie che si ricaricheranno all'esterno del centro cittadino tramite i classici fili.
Nel 2019 vengono allestiti i primi cantieri, ma a maggio 2021 l'allora sindaco Federico Sboarina ne annuncia la totale chiusura, a causa di "pesanti disservizi nella città".
Ad aprile 2023, sotto l'amministrazione presieduta da Damiano Tommasi, vengono nuovamente allestiti i cantieri per la realizzazione di quattro nuove linee filoviarie. Il nuovo progetto prevede alcune modifiche rispetto a quello avviato nel 2019.
L'apertura e la messa in esercizio delle quattro nuove linee è prevista per i primi mesi del 2026, in occasione delle Olimpiadi Invernali.
Stando al progetto in fase di realizzazione, la prima linea, la rossa, partirà da San Michele Extra e giungerà alla Stazione di Verona Porta Nuova; la seconda linea, la blu, connetterà la zona di Borgo Santa Croce con lo stadio Bentegodi; la terza linea, la verde, invece partirà dal parcheggio scambiatore a Ca' di Cozzi e terminerà presso il policlinico di Borgo Roma. L'ultima linea, la gialla, partirà  in prossimità del casello di Verona Sud dell'autostrada A4 Serenissima, per giungere all'Ospedale civile maggiore di Borgo Trento.